# Bistum Ganzhou
Das Bistum Ganzhou (lat.: Dioecesis Canceuvensis) ist ein römisch-katholisches Bistum mit Sitz in Ganzhou in der Volksrepublik China.

## Geschichte
Papst Benedikt XV. gründete das Apostolische Vikariat Kanchow am 25. August 1920 aus Gebietsabtretungen des Apostolischen Vikariats Südjiangxi.
Mit der Apostolischen Konstitution Quotidie Nos wurde es am 11. April 1946 zum Bistum erhoben. Der patriotische Bischof Chen Duqing, nicht vom Heiligen Stuhl anerkannt, der 1990 starb, war einer der ersten chinesischen Bischöfe, die 1957 ohne Erlaubnis Roms geweiht wurde.

## Ordinarien

### Apostolische Vikare von Tatungfu
- Paul-Marie Dumond CM (21. Juli 1920 bis 12. Mai 1925) (Apostolischer Administrator)
- Paul-Marie Dumond CM (12. Mai 1925 bis 3. Juli 1931, dann Apostolischer Vikar von Nanchang)
- John A. O’Shea CM (3. Juli 1931 bis 11. April 1946)

### Bischof von Datong
- John A. O’Shea CM (3. Juli 1931 bis 11. April 1946 bis 10. Oktober 1969, gestorben)
- Sedisvakanz, 11. April 1946 bis 22. September 2018